# Cult of the Dead
Cult of the Dead («Культ мёртвых») — альбом голландской трэш- и дэт-метал-группы Legion of the Damned, выпущенный 19 декабря 2008 года.

## История
Как и в предыдущих альбомах, тексты Cult of the Dead отсылают к темной стороне оккультизма. Специальное издание альбома входил набор ножей для разделки сыра и разделочная доска с изображением логотипа группы — как бы намёк на голландское происхождение группы. Альбом получил хвалебные отзывы критиков и был назван лучшим альбомом января 2009 года в журнале Metal Hammer.
Также выпущены версии альбома на CD и DVD.

## Список треков
1. «Sermon of Sacrilege (Intro)» — 1:14
2. «Pray & Suffer» — 4:14
3. «Black Templar» — 3:20
4. «House of Possession» — 3:49
5. «Black Wings of Yog-Sothoth» — 2:54
6. «Cult of the Dead» — 4:17
7. «Necrosophic Blessing» — 3:45
8. «Enslaver of Souls» — 4:06
9. «Solar Overlord» — 3:30
10. «Lucifer Saviour» — 3:41
11. «The Final Godsend» — 6:46

## Участники записи
- Морис Свинкельс — вокал
- Рихард Эбиш — гитара
- Гарольд Гилен — бас-гитара
- Эрик Флёрен — ударные